# Zombie Land Saga
Zombie Land Saga (ゾンビランドサガ Zonbirando Saga?) es un anime cocreado  por Cygames y Avex Pictures y animado por MAPPA. Empezó a emitirse en Japón el 4 de octubre de 2018 y finalizó el 19 de diciembre del mismo año. Mediante la página oficial del anime se anunció una segunda temporada, titulada Zombie Land Saga Revenge, que se estrenó el 8 de abril de 2021 y finalizó su emisión el 24 de junio de ese año. Se anunció que el anime Zombie Land Saga contará con una película, misma que ya se encuentra en desarrollo.
Para revelar la noticia, se transmitió un video especial durante un concierto protagonizado por los actores Hakuryuu y Kunio Murai, quienes son grandes estrellas de la serie.

## Argumento
En abril de 2008, una chica llamada Sakura Minamoto va a  enviar una solicitud por correo a una audición de idols que se realizará en Tokio. Desafortunadamente, un camión la arrolla en la puerta de su casa.
En el año 2018, Sakura repentinamente despierta sin memoria en una casona de estilo occidental y es atacada por un grupo de zombis y huye del lugar, pero se da cuenta de que también era una zombi. Aparece en escena Kōtaro Tatsumi, como un productor del "Proyecto Zombie Land Saga", quien busca salvar la prefectura de Saga.
Junto a otras seis chicas "legendarias" de diversas épocas de la historia de Japón comenzarán actividades para crear conciencia sobre la prefectura de Saga, bajo la agrupación de chicas idols zombis denominada "Franchouhou".

## Personajes
Los personajes principales son las siete integrantes de la banda Franchouchou, Kotaro Tatsumi y Romero.

### Franchouchou

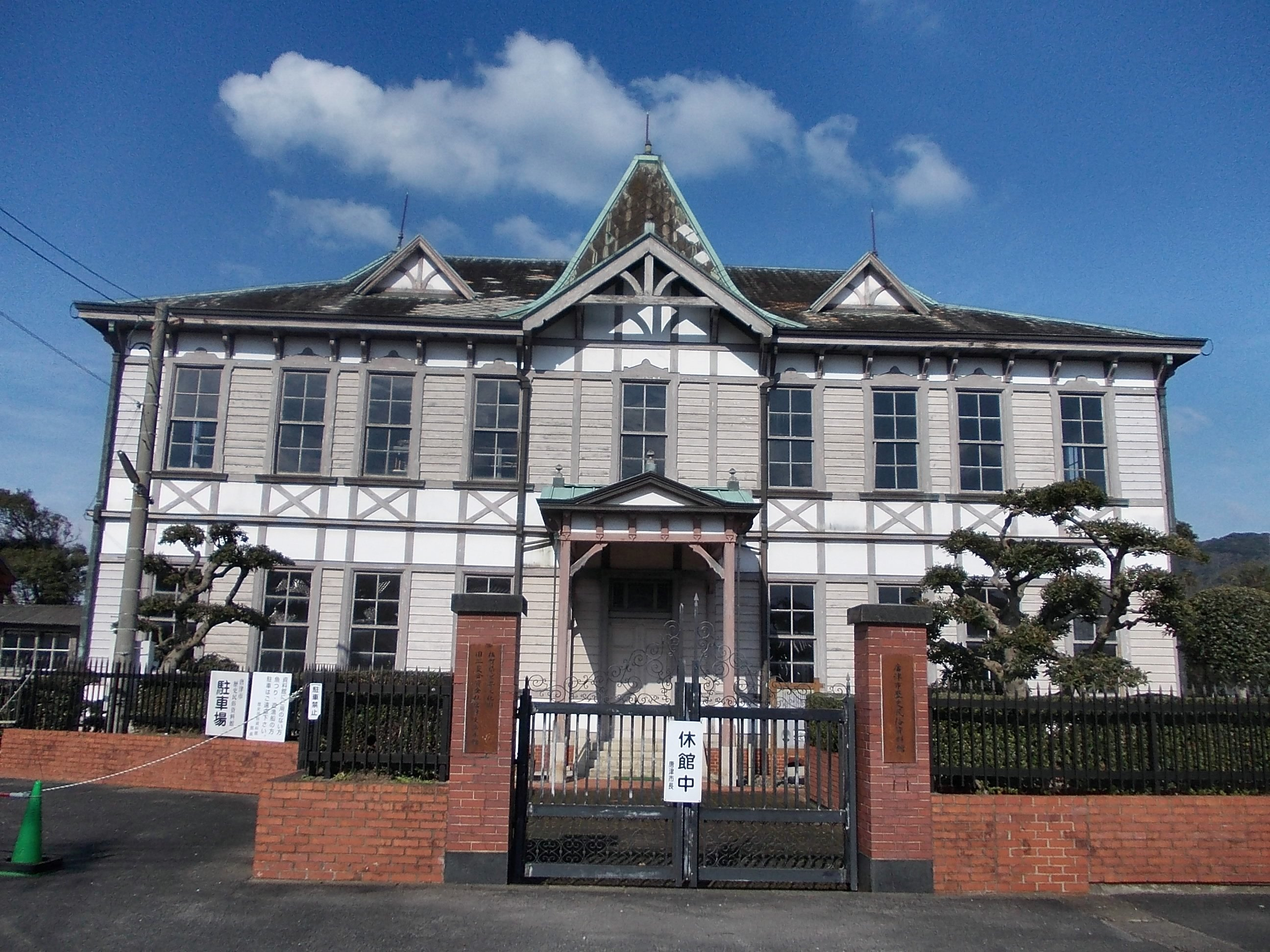
Ex-edificio principal de la sucursal de Karatsu de Mitsubishi, que fue usado como modelo de la vivienda donde reside el elenco de Franchochou.

Un grupo idol de siete chicas que revivieron como zombis modernos para realizar el "Proyecto Zombie Land Saga" como una forma de promocionar  Saga, a cargo de Kotaro Tatsumi. Debido a que pueden ser perseguidas cuando se exponga su identidad real, las presentan con sus alias en público. A causa de que todas no provienen de la misma época y algunas desconocen lo contemporáneo suelen mostrarse con una postura conservadora y anticuada. La idea original de Tatsumi es "apoyar los sentimientos de todos más allá de las eras" como una razón para colectar a las miembros de diferentes eras juntas.
Al comienzo de la historia, Sakura fue la primera en despertar sus sentidos; luego las demás a excepción de Tae Yamada, despertaron sus sentidos después de la primera presentación. Los nombres del grupo provisionalmente fueron "Death Musume" y "Green Faces" respectivamente en sus dos primeras presentaciones; pero a decisión de los miembros del grupo fue cambiado por "Franchouchou".
Para todas es posible comer y beber normalmente como un ser humano vivo, pero debido a que son zombis, sus cuerpos presentan lesiones, rasguños y suturas envueltos en vendajes que revelarían la causa de muerte de cada una además de poseer las pupilas de color rojo. Cuando sus cuerpos sufren demasiada presión, hacen que sus articulaciones emitan chasquidos y se aflojen, ocasionando apertura de globos oculares, desprendimiento de extremidades, torso y cabeza del cuerpo.
Al desempeñarse como idols normales toman una apariencia no diferente de la gente normal gracias a las habilidades de Kotaro, sin embargo al ser maquillaje se desprende fácilmente con agua o la lluvia. Además en su estado actual resultan ilesas ante lesiones graves y mortales como disparos, relámpagos o accidentes de tránsito.
El trabajo que Tatsumi les ofrece siempre las desgasta pues son de un día para otro y dos de las siete mantienen una actitud relajada. Ellas practican el canto y baile en un estudio ubicado en una casa de estilo occidental.
Sakura Minamoto (源 さくら Minamoto Sakura?) / Zombi #1 (ゾンビィ1号 Zonbii Ichi-gō?)
 Seiyū: Kaede Hondo
2 de abril de 1991-7 de abril de 2008 (Fall: 17 años). Medidas: 88(F)/59/90, 1.58 m, 46 kg. Causa de muerte: accidente peatonal.
Ella es la protagonista principal de Zombieland Saga. Antes de convertirse en zombi, era una chica común que enfrentaba varias desgracias. Ella murió en 2008 al ser atropellada por una camioneta cuando iba de camino a una audición de idols. También es miembro y el centro del grupo idol Franchouchou. Si bien fue la primera en despertarse, no puede recordar nada de cuando estaba viva. Rodeada de todas esas zombis legendarias, de vez en cuando se ve obligada a asumir roles. Su dialecto es de Karatsu. Una chica con un acento Karatsu extremadamente lindo. Su punto encantador es la cinta de lunares en su largo cabello.
Saki Nikaido (二階堂 サキ Nikaidō Saki?) / Zombi #2 (ゾンビィ2号 Zonbii Ni-gō?)
 Seiyū: Asami Tano
15 de mayo de 1979 - 30 de agosto de 1997 (Fall: 18 años). Medidas: 77(C)/54/82, 1.53 m, 45 kg. Causa de muerte: Accidente de moto.
Ella es una ex motociclista que conquistó todo Kyushu (九州, Kyūshū) con su pandilla de motociclistas, Dorami. Actualmente es la autodenominada líder del grupo idol Franchouchou. Ella murió en un juego contra otra pandilla rival de motociclistas conduciendo por un acantilado.
Es una ex-delincuente que se respeta a sí misma y que amenaza a otros con "¿Quieres morir?" pero se hará amiga de cualquier persona con agallas. Solía tener una afición de jugar Tamagotchi cuando estaba viva. Sus puntos encantadores son su cabello dorado peinado en una cola de caballo y su mirada intensa. 
Ai Mizuno (水野 愛 Mizuno Ai?) / Zombi #3 (ゾンビィ3号 Zonbii San-gō?)
 Seiyū: Risa Taneda
7 de marzo de 1992 - 4 de agosto de 2008 (Fall: 16 años). 1.60 m, 42 kg.  Medidas: 81(B)/56/80. Causa de la muerte: Accidente eléctrico por rayo.
Ella fue una idol popular a principios de la década del 2000 del grupo idol llamado Iron Frill.  Murió en 2008 cuando fue alcanzada por un rayo durante un concierto. También es miembro del grupo ídolo Franchouchou. 
Fue la líder inamovible de Iron Frill, la unidad de idols que estuvo en la cima durante la guerra de idols del siglo XXI. Si bien es buena para cantar, confía más en su habilidad para bailar. Es una chica decidida y no tiene miedo de decir lo que piensa, también es extremadamente escéptica de los esquemas de su mánager, Kotaro. Su punto encantador es su cabello negro y corto con adornos florales.  
Junko Konno (紺野 純子 Konno Junko?) / Zombi #4 (ゾンビィ4号 Zonbii Yon-gō?)
 Seiyū: Maki Kawase
2 de septiembre de 1964 - 6 de diciembre de 1983 (Fall: 19 años). Medidas: 80 (B)/55/84, 1.55 m, 40 kg. Causa de muerte: accidente aéreo.
Fue una idol de los años 80 cuya popularidad causó el auge de los idols de dicha década. Ella murió en 1983 en un accidente aéreo. También es miembro del grupo ídolo Franchouchou.
Si bien es introvertida y reservada, tiene una fuerte convicción como idol y es la mejor cantante entre las siete. Sin embargo, ella es mala para bailar.
Su punto encantador es su belleza en general combinado con sus expresiones tristes. 
Yugiri (ゆうぎり Yūgiri?) / Zombi #5 (ゾンビィ5号 Zonbii Go-gō?)
 Seiyū: Rika Kinugawa
23 de noviembre de 1863 (13 de octubre del 3° año de la era Bunkyu) - 28 de diciembre de 1882 (28 de diciembre del 15° año de la era Meiji) (Fall. 19 años). Medidas: 94(I)/62/89, 1.65 m, 48 kg. Causa de muerte: Decapitación.
Era una chica de la era Meiji(明治 時代, Meiji-jidai). También es miembro del grupo idol Franchouchou. 
Fue una legendaria cortesana (Oiran) que estuvo allí durante la restauración de Meiji y nacida en la era Bunkyu. Gracias a su actitud abierta y tranquila, no se deja llevar por el hecho de que resucitó en un mundo 150 años después y que sus alrededores y ella misma son zombis. Sus puntos encantadores son su apariencia sensual y su cabello largo atado a un nudo. 
Lily Hoshikawa (星川 リリィ Hoshikawa Rirī?) / Zombi #6 (ゾンビィ6号 Zonbii Roku-gō?)
 Seiyū: Minami Tanaka
6 de octubre de 1999 - 30 de noviembre de 2011 (Fall. 12 años). Medidas: 59/54/56, 130 cm, 30 kg. Causa de muerte: Shock emocional seguido de paro cardíaco
En vida actuaba como una actriz infantil que actuaba en un papel protagónico en un gran drama que se transmitía en todos los canales. Es una chica transgénero. A pesar de ser oriunda de Saga, ella habla sin usar modismos. Es la miembro más joven y más pequeña del grupo. Presenta coletas adornadas y le sobresale el corazón. Tiene un vasto conocimiento de la industria del espectáculo y posee una innata personalidad inocente, idónea para la actuación; a menudo tiene una venenosa lengua al calificar casualmente las cosas. A pesar de que su físico le es una desventaja en las coreografías, recibe lecciones a medianoche para no presionar al resto. Nunca reveló ser transgénero hasta que le preguntaron sobre su pasado y aclaró que seguirá siendo Lily a pesar de todo. Además, Tanaka, su actriz de voz, ocupó el segundo lugar en los "Gatalympics" programados para ser incluidos como un documental extra en el volumen 2 del Blu-ray.
Tae Yamada (山田 たえ Yamada Tae?) / Zombi #0 (ゾンビィ0号 Zonbii Zero-gō?)
 Seiyū: Kotono Mitsuishi
Nacimiento  Año (1960 mes y fecha desconocido) , edad (29), fallecida a los 29 años y causa de muerte exactos desconocidos. Medidas: 91 (F)/59/89, 170 cm, 50 kg.
La única chica "legendaria" sin algún otro título, y la única zombi que aún no ha recuperado su conciencia humana. Ella es la que oficialmente nombra al grupo Franchouchou, que se deriva de su estornudo. Lleva el cabello largo hacia la cintura con dos flequillos laterales que sobresalen a modo de alas, presenta vendajes por todo el cuerpo. Al producir y comunicarse con gruñidos, no participa en el canto. A pesar de que su consciencia no despierta, lo destacable de ella es su rendimiento físico, pues sus movimientos son más ágiles que sus compañeras ya conscientes y se memoriza las coreografias para desempeñarlas por instinto. En el tráiler y a principios de la serie, su actor de voz de mantenía en el anonimato y se hizo público en los créditos al final del tercer episodio.

### Relacionados con Franchouchou
En esta sección, también estarán las personas que se relacionaron con los miembros de la banda.
Kotaro Tatsumi (巽 幸太郎 Tatsumi Kōtarō?)
 Seiyū: Mamoru Miyano
Un excéntrico productor que resucita a Sakura y las otras chicas como zombis para revitalizar la prefectura de Saga formando la agrupación idol "Franchouchou", provisionalmente llamado con anterioridad "Death Musume" y "Green Faces" por él. El es un experto artista de maquillaje, quien hace que las zombis se vean como personas normales en sus apariciones públicas. También lleva consigo un pequeño suministro de calamares secos para apaciguar a los zombis sin despertar.
Romero (ロメロ?)
 Seiyū: Yasuhiro Takato
El poddle zombi de Kotaro, le encantan los calamares secos y en la versión manga suele cazar pequeños gorriones. El origen de su nombre es un homenaje al pionero de las películas de zombis, George A. Romero.
Takeo Go (豪 剛雄 Gō Takeo?)
 Seiyū: Tsuyoshi Koyama
El ex-mánager y padre de Lily (Masao). Es un hombre corpulento cuyo rostro suele confundirse con la de un matón.
Reiko Amabuki (天吹 麗子 Amabuki Reiko?) / Reiko KirishimaNS (霧島 麗子 Kirishima Reiko?)
 Seiyū: Komina Matsushita
Primera capitana de la banda de motoristas Dorami, quien se retiró para dar a luz a Maria y llevar una vida normal.
Guarda una foto con Saki y el tamagotchi que solía usar y posee su moto antigua guardada bajo llave. 
Maria Amabuki (天吹 万梨阿 Amabuki Maria?)
 Seiyū: Aoi Koga
La única hija de Reiko quien siguió los malos pasos de su madre y se convirtió en motorista. Novena capitana de la Banda Dorami. Siempre se la ve acompañada de sus dos amigas.
Xu Fu (徐福 Jofuku?)
 Seiyū: Hochu Otsuka
Es el hechicero de la corte de Qin Shi Huang, a quien su jefe le ordenó buscar un "elixir de los inmortales" en la cima del mítico monte Penglai. Sus apariciones en Zombie Land Saga han sido como el barman al que Kotaro frecuenta y como el abuelo de Kiichi, su poder de inmortalidad también depende del estado de Saga.

### Otros
Oficial de Policía A (警察官A Keisatsukan A?)
 Seiyū: Hiroyuki Yoshino
Un oficial de policía sin nombre que se encuentra repetidamente con Sakura y las otras chicas no muertas.
Metaleros (デスおじ Desu Oji?)
Seiyū: Mitsuaki Kameka (Metalero A), Setsuji Satō (Metalero B)
Aparecen desde el episodio 1. Un par de sujetos que visten con moda estereotipada del death metal. Ellos estuvieron desde la primera aparición de Franchouchou como Death Musume y quedaron impresionados con el movimiento de sus cabezas, por lo que decidieron seguir a la banda.
Shinta Okoba (大古場 新太 Ōkoba Shinta?)
 Seiyū: Tōru Nara
Un reportero en jefe que trabaja junto a su fotógrafo Inuhashi. Ambos empezaron a investigar a la banda después de reconocer a Junko en el comercial de Drive-in Tori.
Shiori (詩織?)
 Seiyū: Sora Tokui
Aparece en el capítulo 7. Miembro de Iron Frill que empezó a debutar como vocalista central en 2018. No sabe nada sobre Ai.
Primera capitana de Korosuke (殺女初代総長 Korosuke Shodai-sōchō?)
 Seiyū: Hitomi Shogawa
Tiene el cabello consolidado en forma de una grulla. Era rival de la banda Dorami y la organizadora del desafío del juego de la gallina que causó la muerte de Saki. Se desconoce su modo de vida actual.

## Contenido de la obra

### Anime
Cygames anunció la serie, en colaboración con Avex Pictures, el 5 de julio de 2018. La serie es dirigida por Munehisa Sakai con el guion de Shigeru Murakoshi, con la animación del estudio MAPPA. El diseño de personajes está a cargo de Kasumi Fukagawa, el director de arte es Kazuo Ogura, Takashi Yanagida como director de fotografía, Azusa Sasaki por el diseño de color, y Masahiro Goto como editor de la serie. Yasuharu Takanashi compone la música de la serie producida por Avex Series, mientras _Dogout_ se encarga del sonido.
Los temas de apertura y cierre respectivamente son: "Adabana Necromancy" (徒花ネクロマンシー Adabana Nekuromanshī?, lit.: Necromancia sin frutos") y "Hikari e" (光へ?  lit.: "A la luz"), ambas interpretadas por Franchouchou (Kaede Hondo, Asami Tano, Risa Taneda, Maki Kawase, Rika Kinugawa y Minami Tanaka). Los 12 episodios se emiten a partir del 4 de octubre de 2018 y es transmitido por las cadenas AT-X, Tokyo MX, Sun TV, BS11, Saga TV, y TVQ. La serie ha sido licenciada por Crunchyroll.
El 27 de julio de 2019 fue anunciada una segunda temporada titulada Zombie Land Saga Revenge. El 31 de diciembre se reveló que MAPPA estará a cargo de la nueva temporada y se estrenó en el mes de abril de 2021.
El 17 de octubre de 2021, se anunció que la serie recibiría una película de anime. La película, titulada Zombie Land Saga: Yumeginga Paradise, se estrenará el 24 de octubre de 2025. MAPPA estará a cargo de la animación, con Takafumi Ishida y Takeru Satō como directores, Shigeru Murakoshi encargandose del guion, diseños de personajes de Fumihide Sai, Jinshichi Yamaguchi y Kasumi Fukagawa,  Yasuharu Takanashi componiendo la música y Yuriko Waki como productora de animación.

#### Lanzamiento Blu-ray
| Volumen | Fecha de lanzamiento    | Episodios | Catalogación |
| ------- | ----------------------- | --------- | ------------ |
| SAGA.1  | 21 de diciembre de 2018 | 1 al 4    | EYXA-12123/B |
| SAGA.2  | 22 de febrero de 2019   | 5 al 8    | EYXA-12124/B |
| SAGA.3  | 26 de abril de 2019     | 9 al 12   | EYXA-12125/B |

### Manga
Megumu Soramichi ha lanzado una adaptación a  manga en el sitio web de Cygames, Cycomi el 8 de octubre de 2018.